# دونالد فراي
دونالد فراي (بالإنجليزية: Donald N. Frey)‏ (و. 1923 – 2010 م) هو مصمم سيارات من الولايات المتحدة الأمريكية . ولد في سانت لويس (ميزوري) .
توفي في إيفانستون، عن عمر يناهز 87 عاماً.

## التعليم
تعلم في جامعة ميشيغان، وجامعة ولاية ميشيغان

## مناصب وهيئات
أدار جامعة نورث وسترن (إلينوي).

## جوائز
حصل على جوائز منها:
- قلادة العلوم الوطنية الأمريكية في مجال التكنولوجيا والإبتكار.